# Ponton (građevinarstvo)
Ponton u vojništvu i građevinarstvu, je plutajući objekt koritasta oblika od drva, gume ili metala koji služi kao plovna potpora pontonskoga mosta, ili za prevoženje ljudi, vozila i opreme preko vode.